# Перетрутовский Воротын
Перетрутовский Воротын (бел. Ператрутаўскі Варатын) — агрогородок в Савичском сельсовете Калинковичского района Гомельской области Белоруссии.

## География

### Расположение
В 43 км на северо-запад от районного центра, 42 км от железнодорожной станции Калинковичи (на линии Гомель — Лунинец), 162 км от Гомеля.

### Гидрография
На востоке и юге мелиоративные каналы.

## Транспортная сеть
Транспортные связи по просёлочной, затем автомобильной дороге Калинковичи — Бобруйск. Планировка состоит из чуть искривлённой улицы, ориентированной с юго-запада на северо-восток и застроенной деревянными крестьянскими усадьбами.

## История
По письменным источникам известна с XIX века как селение в Речицком уезде Минской губернии. В 1876 году дворянин Венцлевович владел в этих местах 8607 десятинами земли, трактиром и ветряной мельницей. С 1894 года работала винокурня. В 1930 году жители вступили в колхоз. Во время Великой Отечественной войны в марте 1943 года оккупанты сожгли 38 дворов и убили 13 жителей. Согласно переписи 1959 года центр совхоза «Родина», располагались средняя школа, библиотека, фельдшерско-акушерский пункт, детский сад.

### Перетрутовский Воротын в период 1560-х — 1890-х
История этих деревень входит корнями в глубокое прошлое. Деревня Дубняки и Перетрутовский Воротын принадлежали пану Лунду, поместье которого находилось в Крюковичах. Капличский Воротын принадлежал пану Новаковскому, поместье которого находилось в Капличах. Основным занятием жителей деревень и хуторов было земледелие.
С 1876 годов этих местах дворянин Венцлевович владел 8607 десятинами земли, трактиром и ветряной мельницей. С 1894 года работала винокурня.

### Советский период
В 1918 году в Воротын пришла Советская власть. В 1930 году в деревню приехал уполномоченный и объявил об организации колхозов, вследствие чего был создан колхоз. Было принято решение всех людей с хуторов переселить в деревни. Не сразу люди поняли, что такое коллективизация, но пришлось поверить представителям района. Все добро, которое было, снесли в колхоз. Было создано два колхоза: д. Капличский и Перетрутовский Воротын входили в состав колхоза «Путь Сталина». Д.Дубняки входила в состав колхоза «Ворошилова».

### Военные и послевоенные годы
Счастливые годы мирной жизни были прерваны вероломным нападением фашистской Германии. Во время Великой Отечественной войны жители д. Воротын находились в партизанских отрядах. В тылу оставались только женщины и дети. Они пахали, сеяли и управляли. В марте 1943 года оккупанты сожгли 38 дворов и убили 13 жителей.
После окончания войны люди возвращались в родные места. Надо было восстанавливать народное хозяйство. И деревни возрождались: строились дома, рождались дети, налаживалась жизнь. В 1953 произошло объединение колхозов «Путь Сталина» и «Ворошилова» в колхоз «Жданова». Его возглавил Новицкий Иван Тарасович.
В 1960 году был расформирован Домановичский район, в результате чего земли отошли под совхоз «Озаричи», в который вошли 12 колхозов. Первым директором был назначен Пастухов Иван Павлович, бывший секретарь райкома. В 1961 году в связи с распределением совхоза «Озаричи» д. Воротын и д. Дубняки вошли в состав совхоза «Капличи», директор — Александров Павел, а в январе 1964 года произошло разделение совхоза «Капличи» и д. Дубняки и Воротын вошли в состав совхоза «Тремлянский».

### Новейшее время
В 2011 году деревня Перетрутовский Воротын преобразована в агрогородок.

## Образование
После Октябрьской революции была открыта начальная школа. Занятия проходили по домам.
В 1929 году занятия велись в кулацком доме, который состоял из двух комнат.
В 1952 году была построена деревянная школа, в которой в две смены учились четыре класса. Школу посещало 100 человек.
В 1964 году была сдана в эксплуатацию новая кирпичная школа. В 1983 году была возведена двухэтажная школа.
В ноябре 1924 года в деревне Воротын открылась изба-читальня. Помещение состояло из двух комнат, которые были обставлены двумя столами, одним шкафом, и четырьмя стеллажами. В читальни насчитывалось 900 экземпляров книг, и несколько периодических изданий.
В 1950 году в Воротыне снова открылась библиотека. В библиотеке находилось 600 книг. Числился 51 читатель, в основном дети. В 1954 библиотеку перенесли в помещение колхозной конторы. В 1983 году начали строить новый посёлок, построили новый дом культуры.

## Развитие
Создана пожарная часть в 1995 году. Открылись четыре магазина, школа, детский сад, дом творчества. С 2011 года Воротын приобрел статус агрогородка.

## Население

### Численность
- 2004 год — 320 хозяйств, 925 жителя.

### Динамика
- 1897 год — 26 дворов, 164 жителя (согласно переписи).
- 1908 год — 34 двора, 204 жителя.
- 1940 год — 42 двора, 274 жителя.
- 1959 год — 132 жителя (согласно переписи).
- 2004 год — 320 хозяйств, 924 жителя.